# Meijin 2014
Il Meijin 2014 è stata la 39ª edizione del torneo goistico giapponese Meijin.

## Qualificazioni
|  | Quarti di finale | Quarti di finale | Quarti di finale |              |               | Semifinali    | Semifinali | Semifinali |  |  | Finale | Finale | Finale |  |
|  |                  |                  |                  |              |               |               |            |            |  |  |        |        |        |  |
|  | Tomoya Hirata    | Tomoya Hirata    | 1                |              |               |               |            |            |  |  |        |        |        |  |
|  | Tomoya Hirata    | Tomoya Hirata    | 1                |              |               |               |            |            |  |  |        |        |        |  |
|  | Naoto Hikosaka   | Naoto Hikosaka   | 0                |              |               |               |            |            |  |  |        |        |        |  |
|  | Naoto Hikosaka   | Naoto Hikosaka   | 0                |              | Tomoya Hirata | Tomoya Hirata | 0          |            |  |  |        |        |        |  |
|  |                  |                  |                  |              | Tomoya Hirata | Tomoya Hirata | 0          |            |  |  |        |        |        |  |
|  |                  |                  | Cho Sonjin       | Cho Sonjin   | 1             |               |            |            |  |  |        |        |        |  |
|  | Cho Sonjin       | Cho Sonjin       | Cho Sonjin       | Cho Sonjin   | 1             | 1             |            |            |  |  |        |        |        |  |
|  | Cho Sonjin       | Cho Sonjin       |                  |              |               |               |            |            |  |  |        |        |        |  |
|  | Yu Zhengqi       | Yu Zhengqi       | 0                |              |               |               |            |            |  |  |        |        |        |  |
|  | Yu Zhengqi       | Yu Zhengqi       | 0                |              | Cho Sonjin    | Cho Sonjin    | 0          |            |  |  |        |        |        |  |
|  |                  |                  |                  |              |               |               |            |            |  |  |        |        |        |  |
|  |                  |                  | Satoshi Yuki     | Satoshi Yuki | 1             |               |            |            |  |  |        |        |        |  |
|  | Kimio Yamada     | Kimio Yamada     | Satoshi Yuki     | Satoshi Yuki | 1             | 1             |            |            |  |  |        |        |        |  |
|  | Kimio Yamada     | Kimio Yamada     |                  |              |               |               |            |            |  |  |        |        |        |  |
|  | Masaki Takemiya  | Masaki Takemiya  | 0                |              |               |               |            |            |  |  |        |        |        |  |
|  | Masaki Takemiya  | Masaki Takemiya  | 0                |              | Kimio Yamada  | Kimio Yamada  | 0          |            |  |  |        |        |        |  |
|  |                  |                  |                  |              | Kimio Yamada  | Kimio Yamada  | 0          |            |  |  |        |        |        |  |
|  |                  |                  | Satoshi Yuki     | Satoshi Yuki | 1             |               |            |            |  |  |        |        |        |  |
|  | Ha Youngil       | Ha Youngil       | Satoshi Yuki     | Satoshi Yuki | 1             | 0             |            |            |  |  |        |        |        |  |
|  | Ha Youngil       | Ha Youngil       |                  |              |               |               |            |            |  |  |        |        |        |  |
|  | Satoshi Yuki     | Satoshi Yuki     | 1                |              |               |               |            |            |  |  |        |        |        |  |

|  | Quarti di finale | Quarti di finale | Quarti di finale |                |                 | Semifinali      | Semifinali | Semifinali |  |  | Finale | Finale | Finale |  |
|  |                  |                  |                  |                |                 |                 |            |            |  |  |        |        |        |  |
|  | Hironari Nakano  | Hironari Nakano  | 1                |                |                 |                 |            |            |  |  |        |        |        |  |
|  | Hironari Nakano  | Hironari Nakano  | 1                |                |                 |                 |            |            |  |  |        |        |        |  |
|  | Toshiya Imamura  | Toshiya Imamura  | 0                |                |                 |                 |            |            |  |  |        |        |        |  |
|  | Toshiya Imamura  | Toshiya Imamura  | 0                |                | Hironari Nakano | Hironari Nakano | 1          |            |  |  |        |        |        |  |
|  |                  |                  |                  |                | Hironari Nakano | Hironari Nakano | 1          |            |  |  |        |        |        |  |
|  |                  |                  | Taiki Seto       | Taiki Seto     | 0               |                 |            |            |  |  |        |        |        |  |
|  | Masaki Ogata     | Masaki Ogata     | Taiki Seto       | Taiki Seto     | 0               | 0               |            |            |  |  |        |        |        |  |
|  | Masaki Ogata     | Masaki Ogata     |                  |                |                 |                 |            |            |  |  |        |        |        |  |
|  | Taiki Seto       | Taiki Seto       | 1                |                |                 |                 |            |            |  |  |        |        |        |  |
|  | Taiki Seto       | Taiki Seto       | 1                |                | Hironari Nakano | Hironari Nakano | 0          |            |  |  |        |        |        |  |
|  |                  |                  |                  |                |                 |                 |            |            |  |  |        |        |        |  |
|  |                  |                  | Ryu Shikun       | Ryu Shikun     | 1               |                 |            |            |  |  |        |        |        |  |
|  | Ryu Shikun       | Ryu Shikun       | Ryu Shikun       | Ryu Shikun     | 1               | 1               |            |            |  |  |        |        |        |  |
|  | Ryu Shikun       | Ryu Shikun       |                  |                |                 |                 |            |            |  |  |        |        |        |  |
|  | Cho Chikun       | Cho Chikun       | 0                |                |                 |                 |            |            |  |  |        |        |        |  |
|  | Cho Chikun       | Cho Chikun       | 0                |                | Ryu Shikun      | Ryu Shikun      | 1          |            |  |  |        |        |        |  |
|  |                  |                  |                  |                | Ryu Shikun      | Ryu Shikun      | 1          |            |  |  |        |        |        |  |
|  |                  |                  | Hideyuki Sakai   | Hideyuki Sakai | 0               |                 |            |            |  |  |        |        |        |  |
|  | Naoyuki Nakane   | Naoyuki Nakane   | Hideyuki Sakai   | Hideyuki Sakai | 0               | 0               |            |            |  |  |        |        |        |  |
|  | Naoyuki Nakane   | Naoyuki Nakane   |                  |                |                 |                 |            |            |  |  |        |        |        |  |
|  | Hideyuki Sakai   | Hideyuki Sakai   | 1                |                |                 |                 |            |            |  |  |        |        |        |  |

|  | Quarti di finale   | Quarti di finale   | Quarti di finale   |                    |                 | Semifinali      | Semifinali | Semifinali |  |  | Finale | Finale | Finale |  |
|  |                    |                    |                    |                    |                 |                 |            |            |  |  |        |        |        |  |
|  | Katsuaki Kubo      | Katsuaki Kubo      | 0                  |                    |                 |                 |            |            |  |  |        |        |        |  |
|  | Katsuaki Kubo      | Katsuaki Kubo      | 0                  |                    |                 |                 |            |            |  |  |        |        |        |  |
|  | Hirofumi Ohashi    | Hirofumi Ohashi    | 1                  |                    |                 |                 |            |            |  |  |        |        |        |  |
|  | Hirofumi Ohashi    | Hirofumi Ohashi    | 1                  |                    | Hirofumi Ohashi | Hirofumi Ohashi | 0          |            |  |  |        |        |        |  |
|  |                    |                    |                    |                    | Hirofumi Ohashi | Hirofumi Ohashi | 0          |            |  |  |        |        |        |  |
|  |                    |                    | Iso Ko             | Iso Ko             | 1               |                 |            |            |  |  |        |        |        |  |
|  | Iso Ko             | Iso Ko             | Iso Ko             | Iso Ko             | 1               | 1               |            |            |  |  |        |        |        |  |
|  | Iso Ko             | Iso Ko             |                    |                    |                 |                 |            |            |  |  |        |        |        |  |
|  | Satoru Kobayashi   | Satoru Kobayashi   | 0                  |                    |                 |                 |            |            |  |  |        |        |        |  |
|  | Satoru Kobayashi   | Satoru Kobayashi   | 0                  |                    | Iso Ko          | Iso Ko          | 1          |            |  |  |        |        |        |  |
|  |                    |                    |                    |                    |                 |                 |            |            |  |  |        |        |        |  |
|  |                    |                    | Ryo Ichiriki       | Ryo Ichiriki       | 0               |                 |            |            |  |  |        |        |        |  |
|  | Kenichi Mochizuki  | Kenichi Mochizuki  | Ryo Ichiriki       | Ryo Ichiriki       | 0               | 0               |            |            |  |  |        |        |        |  |
|  | Kenichi Mochizuki  | Kenichi Mochizuki  |                    |                    |                 |                 |            |            |  |  |        |        |        |  |
|  | Ryo Ichiriki       | Ryo Ichiriki       | 1                  |                    |                 |                 |            |            |  |  |        |        |        |  |
|  | Ryo Ichiriki       | Ryo Ichiriki       | 1                  |                    | Ryo Ichiriki    | Ryo Ichiriki    | 1          |            |  |  |        |        |        |  |
|  |                    |                    |                    |                    | Ryo Ichiriki    | Ryo Ichiriki    | 1          |            |  |  |        |        |        |  |
|  |                    |                    | Tomochika Mizokami | Tomochika Mizokami | 0               |                 |            |            |  |  |        |        |        |  |
|  | Shinji Suzuki      | Shinji Suzuki      | Tomochika Mizokami | Tomochika Mizokami | 0               | 0               |            |            |  |  |        |        |        |  |
|  | Shinji Suzuki      | Shinji Suzuki      |                    |                    |                 |                 |            |            |  |  |        |        |        |  |
|  | Tomochika Mizokami | Tomochika Mizokami | 1                  |                    |                 |                 |            |            |  |  |        |        |        |  |

## Torneo
- W indica vittoria col bianco
- B indica vittoria col nero
- X indica la sconfitta
- +R indica che la partita si è conclusa per abbandono
- +N indica lo scarto dei punti a fine partita
- +F indica la vittoria per forfeit
- +? indica una vittoria con scarto sconosciuto
- V indica una vittoria in cui non si conosce scarto e colore del giocatore

| Giocatore        |       |       |       |       |       |     |       |       |       | Risultato | Note                    |
| ---------------- | ----- | ----- | ----- | ----- | ----- | --- | ----- | ----- | ----- | --------- | ----------------------- |
| Keigo Yamashita  | –     | W+3,5 | X     | W+R   | B+R   | X   | B+R   | W+R   | B+R   | 6-2       |                         |
| Rin Kono         | X     | –     | W+R   | B+R   | X     | B+R | W+2,5 | B+R   | W+R   | 6-2       | Qualificato alla finale |
| Cho U            | W+1,5 | X     | –     | X     | B+2,5 | W+R | X     | W+7,5 | B+0,5 | 5-3       |                         |
| Naoki Hane       | X     | X     | B+R   | –     | X     | X   | W+R   | B+1,5 | W+R   | 4-4       |                         |
| Shinji Takao     | X     | B+R   | X     | B+4,5 | –     | W+R | B+R   | X     | B+R   | 5-3       |                         |
| Daisuke Murakawa | B+6,5 | X     | X     | W+R   | X     | –   | W+R   | X     | X     | 3-5       |                         |
| Satoshi Yuki     | X     | X     | W+0,5 | X     | X     | X   | –     | W+R   | X     | 2-6       | Retrocesso              |
| Ryu Shikun       | X     | X     | X     | X     | B+1,5 | W+R | X     | –     | W+R   | 3-5       | Retrocesso              |
| Iso Ko           | X     | X     | X     | X     | X     | B+R | W+R   | X     | –     | 2-6       | Retrocesso              |

Rin Kono e Keigo Yamashita hanno totalizzato entrambi 6 vittorie. In questa edizione in caso di parità di punti era stato previsto un playoff che fu vinto da Rin Kono (B+0,5).

## Finale
La finale è stata una sfida al meglio delle sette partite. 